# Норвезька поліційна служба безпеки
Норвезька поліційна служба безпеки (норв. Politiets sikkerhetstjeneste, PST) — поліційне агентство з охорони діяльності в Норвегії. Раніше було відоме, як «Служба Поліційного Спостереження» (норв. Politiets overvåkningstjeneste), зміна назви була зумовлена наказом Парламенту Норвегії від 2 червня 2001 року. Агентство було утворено у 1937 році.
За кількістю працівників, а саме 460 людей, згідно з інформацією 2012 року, агентство займає перше місце в Осло.
PST, на відміну від усіх звичайних поліційних служб, не є частиною Національного Управління Поліції, але безпосередньо під контролем Міністерства Юстиції та Громадської Безпеки. Крім того, агентство контролюється парламентським комітетом з нагляду за розвідкою, після оголошення звіту Лунда.
Нинішньою головою агентства було обрано Мері Бенедикт Бьорнланд.

## Зона відповідальності
PST відповідає за моніторинг та забезпечення безпеки в Норвегії. Служба безпеки Норвегії відповідає також й за контррозвідувальний підрозділ, підрозділ боротьби з тероризмом, блок боротьби з розповсюдженням та організацією злочинності, блок проти екстремізму, підрозділ розслідувань, блок спостереження, блок технологій, блок аналізу безпеки та підрозділ іноземних громадян. На відміну від Служби розвідки, PST має право спостерігати за громадянами Норвегії. 
Крім того, агентство відповідає за будь-який VIP-захист всередині країни та за кордоном, крім королівської родини, яка має свою незалежну службу ескорту.